# دانيال إغليسياس
دانيال إغليسياس (بالإسبانية: Daniel Iglesias)‏ هو مصارع هاوي أرجنتيني، ولد في 14 مايو 1962.

## وصلات خارجية
- دانيال إغليسياس على موقع قاعدة بيانات المصارعة الدولية (الإنجليزية)
- دانيال إغليسياس على موقع أوليمبيديا (الإنجليزية)